# Павел Бенуа
Павел Бенуа гербу Тачала (пол. Paweł Iferty Benoe herbu Taczała) (1680-і/1690, Княгинин — 18/25 квітня 1755, Рогузьно) — польський державний діяч, урядник, зокрема, у Галичині.

## Біографія
Батько — Карл Бенуа (також Беное) гербу Тачала (пол. Karol Benoît, Benoe) — військовик (капітан), інженер, архітектор часів Речі Посполитої. Якийсь час проживав у власному маєтку в Княгинині (нині в межах Івано-Франківська). Служив при дворі дідича Станиславова — київського воєводи Андрія (Анджея) Потоцького. Нобілітований у 1685 році за військові заслуги, прізвище змінилося на пол. Benoe. Під його керівництвом на замовлення дідича Юзефа Потоцького в 1695 році завершилося будівництво другої ратуші Станиславова Мати — Ядвіга Казновська.
Посади: писар (1711—1736) і суддя (1728) гродський галицький, коломийський хорунжий (1725), подільський скарбник (1717, також 1728—1729), депутат Коронного трибуналу (1728—1729), варшавський каштелян з 20 січня 1749, інстигатор (прокурор) коронний з січня 1739. Староста: яблунівський (з лютого 1731), солотвинський (приблизно з лютого 1731), коломийський, після їх «відступлення» — гродовий городельський (з 7 червня 1748). 1740 року в Солотвині збільшив дотацію парафії РКЦ, за його сприяння було збудовано дерев'яний костел Непорочного Зачаття Пресвятої Діви Марії.
Завдяки діловій хватці отримав низку маєтностей у Галичині. Зокрема за низьку ціну в 1738 р. він викупив у лідера парламентської опозиції Бурштин із прилеглими селами, в якому невдовзі оселився. На місці колишнього дерев'яного замочка близько 1740 року Павел спорудив перший бурштинський палац. Також був ініціатором перебудови міста. 1742 року заклав мурований римо-католицький костел, а 1746 — дерев'яну греко-католицьку церкву Воздвиження Чесного Хреста.
Був прихильником короля Станіслава Лещинського. Від нього та Галицької конфедерації був послом на переговорах з Юзефом Потоцьким (з яким мав приязні стосунки) в грудні 1733. Після «ґданської катастрофи» перейшов на сторону Саса. Посол низки сеймів: пацифікаційних (27.9—8.11.1735; 1736), також варшавського 1740 та гродненського 1744. У грудні 1739 з Іваном Шумлянським та Антонієм Розвадовським описував шкоди зем'ян Руського воєводства від перебування московитів під час війни з турками, які мав ліквідувати після перемовин з московитами в Сатанові. За дорученням короля був польським комісаром під час розмежування володінь Московії та турків на Запорожжі, завдяки чому відвідав найвіддаленіші польські землі.
Невдовзі відносини між Османською імперією та Річчю Посполитою загострились. Надіючись виправити ситуацію, 1742 року король послав Павла з посольством до Стамбула, у лютому віч-на-віч розмовляв з візиром. Після переговорів посланець короля в дар від головного міністра османів отримав хутрові вироби й коня. З 1749 року і до смерті посідав престижний уряд варшавського каштеляна, що великою мірою допомогло йому вирішувати свої господарські проблеми.
Люстрував Спиське та Городоцьке староства, був посередником у конфлікті між патриціятом і поспільством Львова.
Помер у травні 1755 року, залишивши у спадок своїй внучці 15 населених пунктів. Був похований у костелі реформатів міста Беч.

Герб Павла Бенуа

### Сім'я
Дружина — грекиня Маріанна з Палеологів, з нею листувався наполовину турецькою. Мав єдину дочку — Магдалену (пом. 1740), яка 21 травня 1735 вийшла заміж за солотвинського старосту Рафала Скарбека. Її внучка після смерти діда вийшла за Францішека Жевуського.
Його стриєчним онуком був Константій Бенуа — радця міста Кракова, правнуком — галицький парламентар Атаназій Бенуа.